# Jean-Édouard Baker
Pour les articles homonymes, voir Baker.
Jean-Édouard Baker est un dirigeant sportif haïtien, ancien président du Comité olympique haïtien (COH). Il a exercé cette fonction de 1982 à 2013.

## Biographie
Jean-Édouard Baker a été une figure influente du sport haïtien pendant plusieurs décennies. Il a été élu à la tête du comité olympique haïtien en 1982 et a été réélu à plusieurs reprises, notamment en 2012 pour un dernier mandat de quatre ans. Durant sa présidence, il a supervisé divers projets, dont la construction d'un centre olympique en Haïti et la participation du pays à des compétitions internationales telles que les Jeux panaméricains et les Jeux olympiques.

### Présidence du comité olympique haïtien
Jean-Édouard Baker a dirigé le Comité olympique haïtien pendant plus de 30 ans. En 2012, il a été réélu à la présidence du COH lors d'une élection regroupant 23 délégués de fédérations et d'associations sportives. Son mandat s'inscrivait dans la continuité des actions engagées pour le développement du sport en Haïti, en collaboration avec un comité exécutif composé de personnalités issues du monde sportif.
Jean-Édouard Baker, en tant que président du Comité olympique haïtien (COH), a joué un rôle dans la mise en place du Centre national olympique d'Haïti. Ce projet, lancé après le séisme du 12 janvier 2010 avec le soutien du Comité international olympique (CIO), visait à doter le pays d'infrastructures sportives modernes. Cependant, les travaux avaient été retardés en raison de l'absence d'un terrain dédié.
Le 14 octobre 2022, après une réunion entre Jean-Édouard Baker et le président de la République, l'État haïtien a finalement attribué un terrain pour la construction du centre au nord de Port-au-Prince. Ce complexe comprendra trois terrains de football, dont un avec une piste en tartan pour l'athlétisme, des gymnases pour plusieurs disciplines (basket-ball, volley-ball, arts martiaux, tennis, tennis de table), ainsi que des bureaux et des dortoirs. Financé en grande partie par le CIO, le projet rapporte à 29 millions de dollars américains et comprend un stade de 25 000 places.

## Démission
Le 31 août 2013, Jean-Édouard Baker a été contraint à la démission lors d'une assemblée générale tendue du COH. Son départ a fait suite à des accusations de malversations financières liées à la gestion de fonds destinés au programme "Sport et Développement" ainsi qu'à la construction du centre olympique. Ces accusations, relayées par Alain Jean-Pierre, alors secrétaire général du COH, ont suscité de vives tensions au sein de l'organisation, menant à la radiation de Baker de la famille olympique haïtienne selon l'article 10-2b des statuts du COH et l'article 16-2-1 de la Charte olympique.